# بولينا فلوريس
بولينا فلوريس (بالإسبانية: Paulina Flores)‏ هي متسابقة ملكة الجمال وعارضة مكسيكية، ولدت في 1980 في ولاية سينالوا في المكسيك.

## وصلات خارجية
- بولينا فلوريس على موقع دليل عارضات الأزياء (الإنجليزية)